# Christiane Fladt
Christiane Fladt, née en 1953 à Tübingen, est une coureuse de fond spécialisée en course en montagne, alpiniste et écrivaine allemande. Elle est vice-championne du monde de course en montagne 1987 et double championne d'Allemagne de course en montagne.

## Biographie

### Carrière sportive
Christiane se distingue dans la discipline de course en montagne. En 1983, elle remporte la victoire aux courses de montagne du Kitzbüheler Horn et du Hochfelln qui propose le parcours long pour la première fois pour les femmes.
Le 8 septembre 1985, elle s'impose à la course de montagne du Hochgrat et devient ainsi la première championne d'Allemagne de course en montagne. Le 23 septembre, elle termine cinquième de la première édition du Trophée mondial de course en montagne à San Vigilio di Marebbe. Elle y remporte la médaille d'argent par équipes.
Le 23 août 1987, elle effectue une excellente course lors du Trophée mondial de course en montagne à Lenzerheide et termine deuxième derrière la grande favorite Fabiola Rueda. Elle remporte également la médaille de bronze par équipes.
En 1988, elle s'essaie à la longue distance et termine quatrième du Swiss Alpine Marathon sur les talons de l'Anglaise Leslie Watson.

### Carrière d'alpiniste et écrivaine
Mettant un terme à sa carrière sportive au début des années 1990, elle se lance de nouveaux défis en effectuant des randonnées de plusieurs centaines de kilomètres à pied ou à vélo et gravit également plusieurs sommets. En 1993 et 1994, elle parcourt les montagnes Rocheuses à vélo. En 1994, elle effectue sa première grande ascension au Kilimandjaro. Peu habituée à la haute altitude et prenant part à une expédition rapide, elle tombe malade.
Elle effectue ensuite l'ascension de plusieurs sommets, le Nevado Ojos del Salado en 1996, le Mustagh Ata en 1997 où elle se retrouve seule à atteindre le sommet, le reste des membres de l'expédition ayant abandonné en cours de route, le Cotopaxi et l'Huayna Potosí en 1998, le pic Lénine en 1999. En 2000, elle effectue l'ascension du mont Méru puis à nouveau celle du Kilimandjaro avec une meilleure préparation. Elle atteint cette fois le pic Uhuru.
En 2001 et 2002, elle effectue de longues randonnées et plusieurs ascensions dans le massif du Karakoram. Fascinée par cette région, elle décide de vivre durant toute l'année 2003 dans le village de Shimshal (en) au Pakistan, au cœur des montagnes du Karakoram. Touchée par cette expérience, elle décide de rendre hommage aux villageois ainsi qu'aux porteurs en écrivant des livres racontant leur histoire,,.

## Palmarès
| no | féminin           | Course                                         | Longueur | Départ            | Temps           |
| -- | ----------------- | ---------------------------------------------- | -------- | ----------------- | --------------- |
|    | Médaille d'or     | Course de montagne du Kitzbüheler Horn         | 12,9 km  | 21 août 1983      | 1 h 21 min 22 s |
|    | Médaille d'or     | Course de montagne du Hochfelln                | 8,4 km   | 1983              | 50 min 4 s      |
|    | Médaille d'or     | Course de montagne du Danis                    | 11,1 km  | 1er juillet 1984  | 54 min 55 s     |
|    | Médaille d'or     | Course de montagne du Hochfelln                | 8,4 km   | 1984              | 52 min 16 s     |
|    | Médaille d'or     | Championnats d'Allemagne de course en montagne | 6 km     | 8 septembre 1985  | 38 min 18 s     |
| 5e | 5e                | Trophée mondial de course en montagne          | 6 km     | 23 septembre 1985 | 27 min 55 s     |
|    | Médaille d'or     | Course de montagne du Hochfelln                | 8,4 km   | 1985              | 51 min 12 s     |
|    | Médaille d'or     | Course de montagne du Kitzbüheler Horn         | 12,9 km  | 25 août 1985      | 1 h 13 min 5 s  |
|    | Médaille d'or     | Course de montagne du Kitzbüheler Horn         | 12,9 km  | 24 août 1986      | 1 h 14 min 50 s |
|    | Médaille d'argent | Championnats d'Allemagne de course en montagne | 8,9 km   | 28 septembre 1986 | 51 min 30 s     |
|    | Médaille d'argent | Course de montagne du Danis                    | 12,9 km  | 5 juillet 1987    | 1 h 13 min 35 s |
| 2e | Médaille d'argent | Trophée mondial de course en montagne          | 7,6 km   | 23 août 1987      | 36 min 56 s     |
|    | Médaille d'or     | Course de montagne du Kitzbüheler Horn         | 12,9 km  | 30 août 1987      | 1 h 12 min 10 s |
|    | Médaille d'or     | Course de montagne du Hochfelln                | 8,4 km   | 1987              | 51 min 41 s     |
|    | Médaille d'or     | Championnats d'Allemagne de course en montagne | 6,3 km   | 11 octobre 1987   | 46 min 48 s     |
|    | 4e                | Swiss Alpine Marathon                          | 67 km    | 30 juillet 1988   | 6 h 59 min 21 s |
|    | Médaille d'argent | Course de montagne du Kitzbüheler Horn         | 12,9 km  | 21 août 1988      | 1 h 14 min 12 s |
|    | Médaille d'or     | Course de montagne du Hochfelln                | 8,4 km   | 1988              | 54 min 40 s     |

## Ouvrages
- (de) Christiane Fladt, Mekka gen Westen: Unterwegs in Pakistan, Verlag Neue Literatur, 1er octobre 2006  (ISBN 978-3-938157-48-0)
- (de) Christiane Fladt, Wirst du tanzen, Shahana?, Verlag Neue Literatur, 11 octobre 2007  (ISBN 978-3-938157-66-4)
- (de) Christiane Fladt, Wenn Allah nein sagt: Das erstaunliche Leben der Lal Paree, Verlag Neue Literatur, 17 février 2010  (ISBN 978-3-940085-24-5)
- (de) Christiane Fladt, Und neben ihnen stapft der Tod : Die Achttausender-Bezwinger von Shimshal, Verlag Neue Literatur, 10 juin 2014  (ISBN 978-3-940085-86-3)